# Matilde de Canossa
Matilde de Canossa (Màntua, 1046–Bondeno di Roncore, 24 de juliol de 1115), també anomenada la gran comtessa i també coneguda com a Matilde de Toscana, va ser una noble italiana, que va destacar com la més gran aliada del papa Gregori VII durant la Querella de les Investidures i va participar en la mediació entre l'esmentat papa i Enric IV del Sacre Imperi Romanogermànic.
La gran comtessa Matilde de Canossa, també duquessa, marquesa i reina medieval, va ser una poderosa senyora feudal i una de les dones més influents de l'edat mitjana a causa de les seves actuacions polítiques i militars. Va arribar a dominar tots els territoris italians al nord dels Estats de l'Església. El 1076, va prendre possessió d'un vast territori que comprenia la Llombardia, l'Emília-Romanya i la Toscana, amb el centre a Canossa.
Matilde de Canossa fou filla del marquès Bonifaci III de Toscana i de Beatriu de Lotaríngia. Aquesta era filla de Frederic II de Lorena, duc de l'Alta Lotaríngia. Es va casar el 1071 amb Godofreu III, el Geperut, duc de la Baixa Lotaríngia, que va morir el 1076, i, posteriorment, el 1089, es va casar amb Welf, segon duc de Baviera.
Matilde es va morir de gota el 1115. Va ser enterrada a l'abadia de San Benedetto Polirone a San Benedetto Po, però l'any 1633, per voluntat del papa Urbà VIII, les seves restes van ser traslladades al castell Sant'Angelo, a Roma. El 1645 es traslladen de nou, on es troben en l'actualitat, a la basílica de Sant Pere del Vaticà, en una tomba esculpida per Bernini. És l'única dama, amb la reina Cristina de Suècia, que es troba allà.

## La querella de les investidures
L'emperador Enric IV no estava disposat a renunciar al que considerava un dret de la corona, i desafiant el papa, el 1075 va assignar l'arquebisbat de Milà al clergue Tedald.
Davant de l'amenaça d'excomunió pontifícia per aquesta desobediència, Enric va convocar un sínode en el qual alguns bisbes "van deposar" el papa. La resposta de Gregori VII no es va fer esperar: va excomunicar el monarca, el va deposar i va deslligar els seus súbdits del jurament de fidelitat pel qual li devien obediència. L'efecte va ser fulminant, tots els descontents a Alemanya i a Itàlia van veure l'ocasió per revoltar-se; els nobles alemanys van escollir fins i tot un nou rei.
Enric IV es va afanyar a donar-li la volta als arguments del papa, que podia excomunicar-lo, però no rebutjar un penitent penedit, i com a tal es va presentar davant d'ell a Canossa, a la Toscana, on Matilde l'havia acollit, i fingint penediment, va rebre el perdó el gener de 1077.
Aquesta humiliació era, això no obstant, extremadament provisional i, els anys següents, el rei va derrotar els rebels alemanys i va preparar les seves defenses de tal manera que, quan va reprendre les hostilitats contra el pontífex, i aquest va haver d'excomunicar-lo de nou, ningú no es va moure contra ell i va poder reunir una assemblea eclesiàstica a Alemanya, on es va destituir Gregori VII i es va nomenar un antipapa, Climent III, a qui Enric IV va instal·lar per la força de les armes a Roma l'any 1084, i fou coronat emperador per ell a continuació. Mentrestant, el papa es refugiava al castell Sant'Angelo. El 1086 el papa es mor. El 1089, Matilde es casa amb el jove Güelf II de Baviera, en un matrimoni molt infeliç que dura set anys. El 1092, els exèrcits de Matilde posen a ratlla, prop de Reggio, entre Bianello i Canossa, l'exèrcit de l'emperador, que havia arribat allà per venjar la humiliació del 1077. Després d'evitar l'amenaça, Matilde va reforçar i ampliar la seva enemistat. Va donar suport a la construcció d'algunes esglésies i catedrals, va construir institucions benèfiques i va ajudar significativament la Universitat de Bolonya. El 1111 es trobava, a Bianello, el nou emperador, Enric V, fill del seu antic enemic, que la nomenava virreina d'Itàlia.

## Mort
La mort de Matilde per gota el 1115 a Bondeno di Roncore va marcar el final d'una era a la política italiana. El monjo Donizo aquell any va acabar l'obra a què havia dedicat la vida: Vita Mathildis.
S'informa àmpliament que ella va llegar les seves terres al papa. Inexplicablement, però, aquesta donació mai no va ser reconeguda oficialment a Roma i no n'existeix cap registre. Enric V havia promès a algunes de les ciutats del seu territori que no anomenaria successor després que la deposés. Al seu lloc, els principals ciutadans d'aquestes ciutats van prendre el control i va començar l'era de les ciutats-estat al nord d'Itàlia.
Al principi, Matilde fou enterrada a l'Abadia de Sant Benedetto a Polirone, ubicada a la ciutat de Sant Benedetto Po. Però posteriorment va ser traslladada i ella és una de les sis dones que estan enterrades a la basílica de Sant Pere del Vaticà; les altres són la reina Cristina de Suècia, Maria Clementina Sobieska (esposa de James Francis Edward Stuart), Peronella de Roma, la reina Carlota de Xipre i Agnesina Colonna Caetani. Una tomba commemorativa per a Matilde, encarregada pel papa Urbà VIII i dissenyada per Gian Lorenzo Bernini, marca el lloc d'enterrament a Sant Pere i sovint se l'anomena Honor i Glòria d'Itàlia.

## Història i mite
Després de la seva mort, una aura de llegenda va envoltar Matilde. Els historiadors de l´Església li van donar el caràcter d´una semi-monja, dedicada exclusivament a la contemplació i la fe. Alguns argumenten, en canvi, que ella era una dona de fortes passions.